# Dimorphanthera albiflora
Dimorphanthera albiflora är en ljungväxtart som beskrevs av Schlechter. Dimorphanthera albiflora ingår i släktet Dimorphanthera och familjen ljungväxter. Inga underarter finns listade i Catalogue of Life.